# Grammonus nagaredai
Grammonus nagaredai är en fiskart som beskrevs av Randall och Hughes 2008. Grammonus nagaredai ingår i släktet Grammonus och familjen Bythitidae. Inga underarter finns listade i Catalogue of Life.